# Super Cobra
Super Cobra (Japans: ウインターゲームズ) is een computerspel dat werd ontwikkeld door Konami en werd uitgegeven door Parker Brothers. Het spel is gebaseerd op een arcadespel en het vervolg op Scramble. Het doel van het spel is met een helikopter door een tunnel te vliegen en zo veel mogelijk punten te verzamelen.

## Platforms
| Jaar | Platform                                                              |
| ---- | --------------------------------------------------------------------- |
| 1981 | Arcade                                                                |
| 1982 | Odyssey 2                                                             |
| 1983 | Atari 2600, Atari 5200, Atari 8-bit, ColecoVision, Intellivision, MSX |

- Het spel maakt onderdeel uit van het compilatiespel Konami Antiques: MSX Collection Vol. 2 dat in 1998 uitkwam.
- Het spel kwam beschikbaar voor de Sega Saturn via het compilatiespel Konami Antiques MSX Collection Ultra Pack dat in 1998 uitkwam.

## Ontvangst
Het spel werd wisselend ontvangen:
| Beoordeeld door                         | Jaar | Platform     | Score |
| --------------------------------------- | ---- | ------------ | ----- |
| Atari Gamer - XL-XE Game Review Edition | 2013 | Atari 8-bit  | 90%   |
| The Video Game Critic                   | 2001 | Odyssey 2    | 75%   |
| Personal Computer Games                 | 1985 | MSX          | 70%   |
| TeleMatch                               | 1983 | Atari 2600   | 60%   |
| All Game Guide                          | 1998 | ColecoVision | 60%   |
| The Video Game Critic                   | 2007 | ColecoVision | 42%   |
| Digital Press - Classic Video Games     | 2003 | Atari 5200   | 30%   |
| The Video Game Critic                   | 2000 | Atari 2600   | 0%    |
| The Video Game Critic                   | 2000 | Atari 5200   | 0%    |